# Le Grand-Pressigny
Le Grand-Pressigny je naselje in občina v osrednjem francoskem departmaju Indre-et-Loire regije Center. Leta 2009 je naselje imelo 1.012 prebivalcev.

## Geografija
Kraj leži v pokrajini Touraine ob reki Claise in njenem desnem pritoku Aigronne, 70 km južno od Toursa.

## Uprava
Le Grand-Pressigny je sedež istoimenskega kantona, v katerega so poleg njegove vključene še občine Barrou, Betz-le-Château, La Celle-Guénand, Ferrière-Larçon, La Guerche, Paulmy, Le Petit-Pressigny in Saint-Flovier s 4.138 prebivalci.
Kanton Grand-Pressigny je sestavni del okrožja Loches.

## Zanimivosti
- renesančni grad Château du Grand-Pressigny;
  - muzej prazgodovine z eno najštevilčnejših zbirk kamenodobnega orodja na svetu, pomembno središče znanstvenih študij iz tega obdobja. Na ozemlju občine se nahajajo številna kamenodobna najdišča vključno z rudnikom kremena, katerega sledi segajo tudi na Nizozemsko in v Švico[2].
- cerkev sv. Gervazija in Protazija iz. 12. do 16. stoletja,
- sončna ura iz leta 1613,
- vsakoletni gledališki festival Paysages nocturnes, ustanovljen leta 1995.

## Vir
1. ↑  »Populations légales 2016«. Nacionalni inštitut za statistične in gospodarske raziskave. Pridobljeno 25. aprila 2019.
2. ↑  La conservatrice du Musée de la Préhistoire du Grand Pressigny nous parle de ces lames de silex dans le reportage http://www.inrap.fr/archeologie-preventive/Ressources-multimedias/Emissions-de-radio/Le-Salon-noir/Radio-Le-Salon-noir-archives-2009/p-9686-Le-Musee-du-Grand-Pressigny-haut-lieu-de-la-prehis.htm